# Sequoyah
Sequoyah (cseroki nyelven: ᏍᏏᏉᏱ S-si-quo-ya) (kb. 1767 – 1843), vagy másik ismert nevén George Guess, Guest vagy Gist, cseroki ezüstkovács volt, a szótagírás elvét felhasználó, máig élő cseroki szótagírás megalkotója.
Nevét számos hely- és intézménynév őrzi, egyes vélemények szerint róla nevezték el a Sequoia fák nemzetségét is (bár ez vitatott).

## Ifjúkora
A Sequoyah vagy Sequoia neveket mormon misszionáriusok használták és a cseroki Sogwali vagy Sikwâ'yǐ név elferdült változata lehet. Utóbbi a cseroki siqua szóból származhat, amelynek jelentése „sertés”. Egyes vélemények szerint ez a név egy születési vagy gyermekkori sérülés útján szerzett testi fogyatékosságra utalhat.
Anyja, Wut-teh a cseroki Paint nemzetséghez tartozott és egyes vélemények szerint egy cseroki törzsfőnök unokahúga volt. Apját illetően a források ellentmondásosak. Fehér, vagy fehér származású lehetett, egyes források szerint prémkereskedő volt, vagy sokak szerint George Washington felderítője, Christopher Gist fia.

## A cseroki szótagírás megszületése

Karakterek Sequoyah szótagírásából: az első három karakter egybeolvasva tsalagi, amelynek jelentése "cseroki".

Ezüstművesként Sequoyah rendszeresen érintkezésben volt a környéken letelepedett fehérekkel. A bennszülött amerikaiakra nagy hatást gyakorolt a fehérek írástudása, amelyet csak úgy emlegettek: „beszélő falevelek”. 1809 körül Sequoyah már azon dolgozott, hogy írásrendszert hozzon létre a cseroki nyelv számára. 1828 és 1834 közt már az általa kifejlesztett írást használta a The Cherokee Phoenix, az első indián nyelven írott újság.
Sequoyah kezdetben azzal kísérletezett hogy minden szó számára külön karaktert alkosson, de később úgy döntött, egy karakter egy szótagot fog képviselni. Felhasználva a római ábécét, sőt valószínűleg a cirill ábécét is, 86 Grafémát teremtett. Ez a munka 12 évébe telt.
Az új írást nem volt könnyű elfogadtatnia népével. Sokan kétkedtek, mit kezdhetnének a cserokik egy írással. Hogy meggyőzze őket, Sequoyah megtanította Ah-yo-ka nevű lányát, hogy cserokiul írjon és olvasson. Miután ezzel ámulatba ejtette környezetét, Sequoya megkísérelte, hogy meggyőzze a cserokik orvosságos embereit (sámánjait) az írás hasznosságáról, akik azonban azzal válaszoltak, hogy a gonosz szellemek szállták meg. Sequoyah végül meggyőzte igazságáról a chickamaugan harcosok egy gyűlését. Az írás híre gyorsan terjedt és a cserokik megtöltötték az iskolákat, hogy megtanulják. 1823-ra a cseroki népcsoport teljes használatba vette az új írást. 1825-ben hivatalosan is a cserokik írása lett. Sok cseroki nyelvet beszélő ma is használja, leginkább Oklahomában, kevésbé Észak-Karolinában (Bender 2002). Elsősorban a keresztény vallásgyakorlásban és a vallás tanulmányozásában használják, a cseroki nyelven írott Szentírásra építve.